# Львів-Схід (локомотивне депо)
Локомоти́вне депо́ «Львів» (Львів-Схід) (ТЧ-4) — локомотивне депо, структурний підрозділ служби локомотивного господарства об'єднання «Львівська залізниця».
Розташоване поблизу однойменної станції, обслуговує перевезення Львівського залізничного вузла.

## Історія
У 2013 році депо закрите, натомість працює локомотивне депо Львів-Захід.

## Локомотивне господарство
Парк локомотивів складали магістральні М62 (2М62, 2М62У) та маневрові ЧМЕ3 тепловози. Здійснює ремонт та технічне обслуговування тепловозів даних моделей.